# حركة تحرير المرأة في أمريكا الشمالية

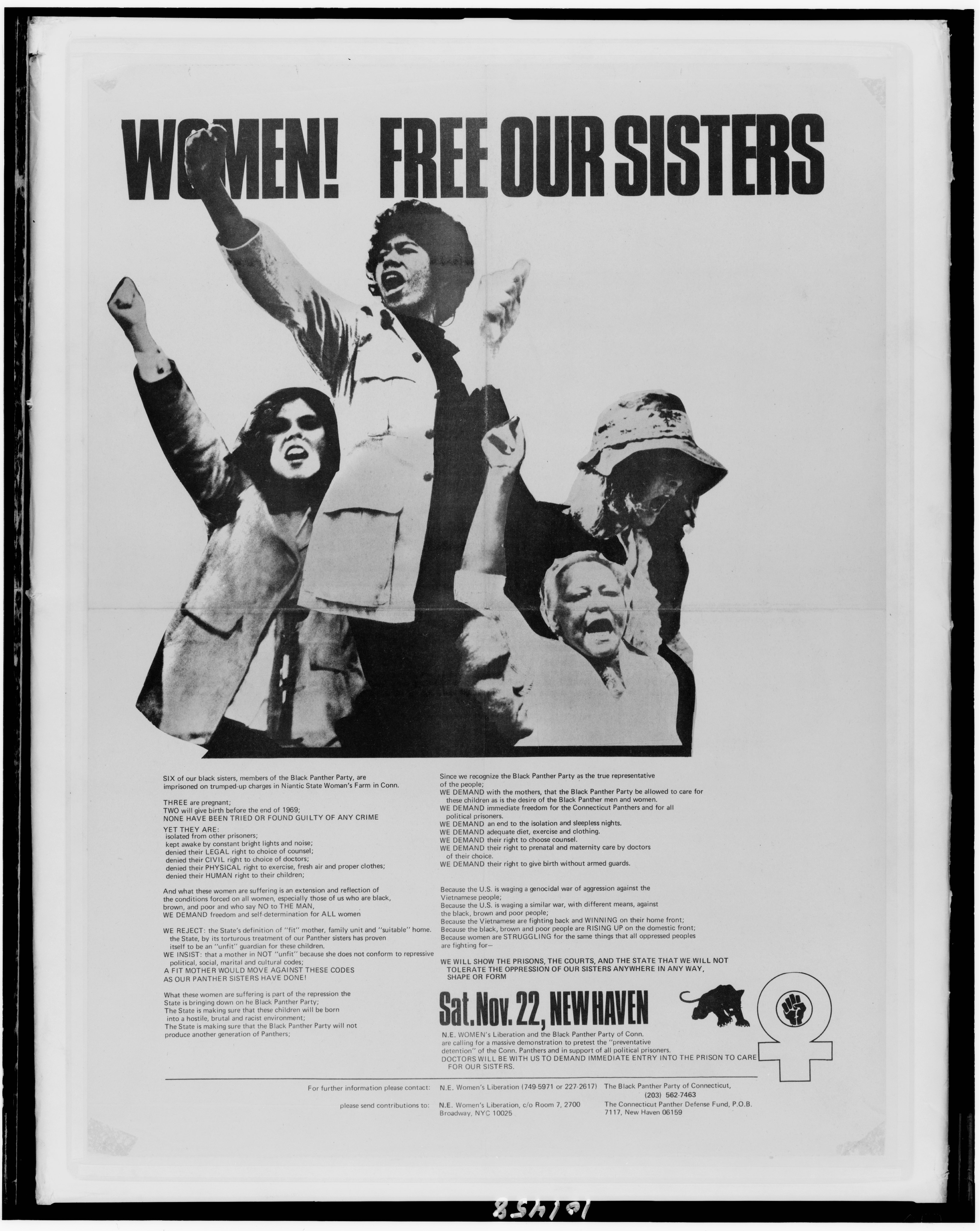
تحرير المرأة

كانت حركة تحرير المرأة في أمريكا الشمالية جزءًا من الحركة النسوية في أواخر ستينيات القرن العشرين وخلال الثمانينيات منه أيضًا. انبثقت حركة تحرير المرأة عن حركة الحقوق المدنية والحركة الطلابية والحركات المناهضة للحرب؛ واستمدت خطابها من فكرة الحقوق المدنية لتحرير ضحايا التمييز من الاضطهاد. لم تهتم حركة تحرير المرأة بإصلاح البنى الاجتماعية الموجودة، ولكنها ركزت بدلاً من ذلك على تغيير وجهات النظر المختلفة حول مكانة المرأة في المجتمع واستقلال الأسرة والمرأة. عملت معظم المجموعات التي تشكلت كجماعات يمكن لجميع النساء فيها المشاركة بالتساوي، وانثبق ذلك بدءًا من رفضها للهيكل الهرمي. تعقد المجموعات المرتبطة بحركة تحرير المرأة عادة اجتماعات لزيادة الوعي، إذ يمكن للنساء فيها التعبير عن مخاوفهن وخبراتهن، وتعلم كيفية تسييس قضاياهن. كان رفض التمييز على أساس الجنس بالنسبة لأعضاء الحركة هو الهدف الأكثر أهمية في القضاء على وضع المرأة كمواطن من الدرجة الثانية.
بدأت الحركة في أمريكا الشمالية في كل من الولايات المتحدة وكندا في وقت واحد تقريبًا مع ظهور المنشورات الأولى التي توضح أهدافها في حوالي عام 1965. تشكلت المنظمات في كبرى المدن الأمريكية والكندية بحلول عام 1967، وانتشرت في غضون عام في كلا البلدين. بدأت الجماعات المكسيكية، والتي أثارتها الحركة في الشمال، بالتشكل في عام 1971. تميزت الحركة في أمريكا الشمالية في كرهها للرجال والتطرف، وأفسحت المجال أمام الإصلاحيين الأكثر ليبرالية بحلول منتصف سبعينيات القرن العشرين في الولايات المتحدة وكندا، وفي أوائل ثمانينيات القرن العشرين في المكسيك.

## المكسيك
كانت المجموعة الأولى التي انتسبت لأفكار حركة تحرير المرأة في المكسيك هي مجموعة النساء المتضامنات، والتي تشكلت بشكل غير رسمي في مكسيكو سيتي في عام 1970. لم تشكك الحركة الطلابية والحركة النسائية في الولايات المتحدة في الحاجة إلى إصلاحات تعليمية واختلالات اجتماعية فحسب؛ بل أدت أيضًا إلى إدراك سلطوية وقسرية النظام السياسي وهياكل السلطة وحاجتها إلى إعادة هيكلة. اجتمع أعضاء مجموعة النساء المتضامنات في البداية بشكل غير رسمي للتساؤل عن دور المرأة في المجتمع المكسيكي. حاولت ماجدالينا زابيان في أبريل عام 1971 الحصول على تصريح لاحتجاج كان سيُنظم في مكان النصب التذكاري للأم، ولكنه قوبل بالرفض. تجسد أول موقف علني لمجموعة النساء المتضامنات بتنظيم احتجاج في يوم الأم في عام 1971 للتساؤل عن سبب ضرورة الأمومة لجميع النساء، وذلك بعد أن قررت زابيان المضي قدمًا في المظاهرة.
اجتمعت النساء في جلسات زيادة الوعي المنتظمة لمناقشة الحلول الجماعية لتسييس قضاياهن الشخصية. قدمت سوزان سونتاج في نفس العام عرضًا تقديميًا عن النسوية في الجامعة الوطنية المستقلة في المكسيك؛ وبدأت العديد من النساء في الرغبة بالمشاركة حتى انقسمت المجموعة إلى مجموعة شمالية وجنوبية. انتشرت أفكارهم في عام 1972 بعد نشر مقال بعنوان «وضع المرأة في المكسيك» في مجلة بونتو كريتيكو، وبدأ الأعضاء في تنظيم فعاليات في جامعات شيواوا، وغواناخواتو، وجالابا، وموريليا، وسان لويس بوتوسي، وزاكاتيكاس لمناقشة مواضيع مثل مراكز رعاية الأطفال، وعدم المساواة في التوظيف والحقوق الإنجابية. عُرِفت المجموعة بحلول عام 1973 في جميع أنحاء المكسيك، واستضافت مؤتمرات في الجامعة الوطنية المستقلة في المكسيك حول الإجهاض، والجنس، والنسوية، والسياسة بالإضافة إلى موضوعات أخرى، وأنشأوا مركزًا للرعاية النهارية حيث يمكن عقد الاجتماعات. أدت وجهات النظر المتنوعة والمتزايدة إلى تصدع مجموعة النساء المتضامنات.
انفصلت مجموعة من الأعضاء السابقين في مجموعة النساء المتضامنات في فبراير عام 1974، وشكلت حركة تحرير المرأة. لم ينضم الأعضاء الأكثر راديكالية في المجموعة إلى الحركة، والتي أدرجت الصراع الطبقي مع النضال ضد التمييز الجنسي. أرادوا تبني تعريف أوسع لقضايا المرأة من أجل توسيع عضويتهم، ولكن في الواقع، كان لذلك تأثير معاكس، فتشكلت مجموعات مصالح صغيرة في المنظمة الجديدة التي تركز على أهداف محددة. عملت مجموعات المصالح الصغيرة بشكل جماعي على قضايا مثل الإجهاض، وخطة لاستضافة مؤتمر مضاد خلال المؤتمر العالمي للمرأة الذي استضافته المكسيك في عام 1975. كان التخطيط للمؤتمر مرة أخرى مثل المؤتمر الرسمي للأمم المتحدة سببًا في خلق الخلاف، وحدث انقسام آخر عندما انشقت مجموعة من النساء لتشكيل الثورة الجماعية بهدف إنشاء مجلة لنشر أفكارهن عن الحركة. 
استمر الأعضاء المتبقون في الحركة في التغيير والتطور، وذلك مع انشقاق مجموعات مثل حركة النسويات المكسيكيين، والتي أصبحت في عام 1976 من الأعضاء الرئيسيين في تحالف النساء النسويات. ركز تحالف النساء النسويات بشكل أساسي على الأمومة الطوعية والعنف ضد المرأة وبدأ في إنشاء ملاجئ للنساء. أعادت حركة النضال النسوي، التي تشكلت في عام 1978، صياغة نفسها لتصبح الجبهة الوطنية لحقوق المرأة وتحريرها في عام 1980، ولكن كُتِب لها الانتهاء بعد عام من ذلك بعد التشكيل. شكل أعضاء حركة تحرير المرأة في نفس العام مجموعة العمل التضامني مع الموظفين المنزليين لدعم النساء العاملات كخادمات في المنازل.
بدأت مجموعة العمل التضامني مع الموظفين المنزليين النشر في عام 1977، وهي أيضًا مجلة تحمل نفس اسم مجموعتهم لمناقشة مواضيع تتراوح من الإجهاض إلى الإلزام المنزلي بما في ذلك الاغتصاب والجنس والدعارة. كانوا أكثر الجماعات الراديكالية التي تشكلت في المكسيك، ودعموا الانفصال عن الهياكل الهرمية، مثل الأحزاب والنقابات السياسية، وحتى الجماعات النسائية الأخرى. بدأوا صحيفة باسم واحد زائد واحد في عام 1980 لنشر الأفكار حول استقلالية المرأة والعيش الجماعي مع النساء الأخريات، وذلك بعد نشر تسعة أعداد من صحيفة الثورة الجماعية. حُلَّت المجموعة في عام 1983 بعد نشرها لمقالة ثورة وتأملات وشهادات وقصص عن النساء في المكسيك، 1975-1983، والتي أعطت تاريخًا للمجموعة وملخصًا لأهدافها.
أصبحت مجموعة النسويات المهيمنات في المكسيك بحلول أوائل الثمانينيات من القرن الماضي الحركة الوطنية للمرأة، والتي تأسست في عام 1973 على غرار منظمة الولايات المتحدة المعروفة باسم المنظمة الوطنية للمرأة. تضمنت الحركة الوطنية للمرأة، مثل نظيرتها الأمريكية، نساء الطبقة الوسطى المهتمات بإصلاح القوانين المدنية القائمة كوسيلة لتحقيق المساواة للمرأة.